# Exeter College

Innenhof des Exeter College mit Palmer’s Tower (links im Bild)

Das Exeter College ist eines von 39 konstituierenden Colleges der University of Oxford in England. Das College ist das viert-älteste der Universität. Das Exeter College wurde 1314 von Walter Stapledon, dem Bischof von Exeter und späteren Schatzmeister von Eduard II., als Schule zur Ausbildung von Geistlichen gegründet. Frauen wurden erstmals 1979 zugelassen.
Im Jahr 2018 verfügte das College über eine geschätzte finanzielle Ausstattung von rund 74,5 Millionen GBP.
Bei seiner Gründung war das Exeter College besonders innerhalb des Devonshire-Adels beliebt, wird jedoch heute mit einem breiten Spektrum namhafter Absolventen in Verbindung gebracht, darunter William Morris, J.R.R. Tolkien, Richard Burton, Roger Bannister, Alan Bennett und Philip Pullman.

## Geschichte
Im Jahre 1314 gründete Walter de Stapeldon, der aus Devon stammende Bischof von Exeter und Schatzmeister des englischen Königs, das College. Hauptgrund für die Errichtung des Colleges war die Tatsache, dass de Stapeldon eine Stätte zur Ausbildung von Priestern für seine Diözese benötigte. Diese Tradition setzte sich fort, viele Studenten in den frühen Jahrhunderten der Existenz des Colleges kamen aus den Regionen Devon und Cornwall. Von seinem Gründer leitet das College auch den ursprünglichen Namen her: Stapeldon Hall.
Das College befindet sich noch heute exakt an seinem ursprünglichen Ort in der Turl Street im Herzen Oxfords. Jedoch hat von den mittelalterlichen Gebäuden nur der Palmer’s Tower die Zeiten überdauert, ein kleiner turmartiger Bau in der Nähe der Kapelle.
Große Teile der heutigen Gebäude stammen aus dem 17. und dem frühen 18. Jahrhundert, als das College eine der einflussreichsten Lehrstätten Großbritanniens war. Jedoch stagnierte in der Folge die Entwicklung des Colleges wie auch die Entwicklung der gesamten Universität. Erst im 19. Jahrhundert konnte man wieder an alte Größe anschließen. Unter anderem studierte und wirkte der bedeutende Künstler William Morris zu dieser Zeit am College, ebenso wie Edward Burne-Jones. Einige Werke der beiden Künstler finden sich noch heute in den Gebäuden, vor allem in der Kapelle, aber auch im sogenannten Morris Room.
Bekanntester Absolvent des 20. Jahrhunderts dürfte der Philologe und Schriftsteller J. R. R. Tolkien sein, der später auch Professor der Universität Oxford wurde.
In der heutigen Zeit ist das College mit seinen etwa 38 Fellows und ca. 450 Studenten (davon etwa ein Drittel Graduate Students) ein mittelgroßes College der Universität Oxford. Alle bedeutenden Geistes- und Naturwissenschaften sind am College vertreten.
Im Jahre 1978 wurden erstmals Frauen zum Studium zugelassen und im Jahre 1993 war das Exeter College das erste der ehemals nur Männern zugänglichen Colleges, welches eine Frau zum Rektor wählte.

## Gebäude

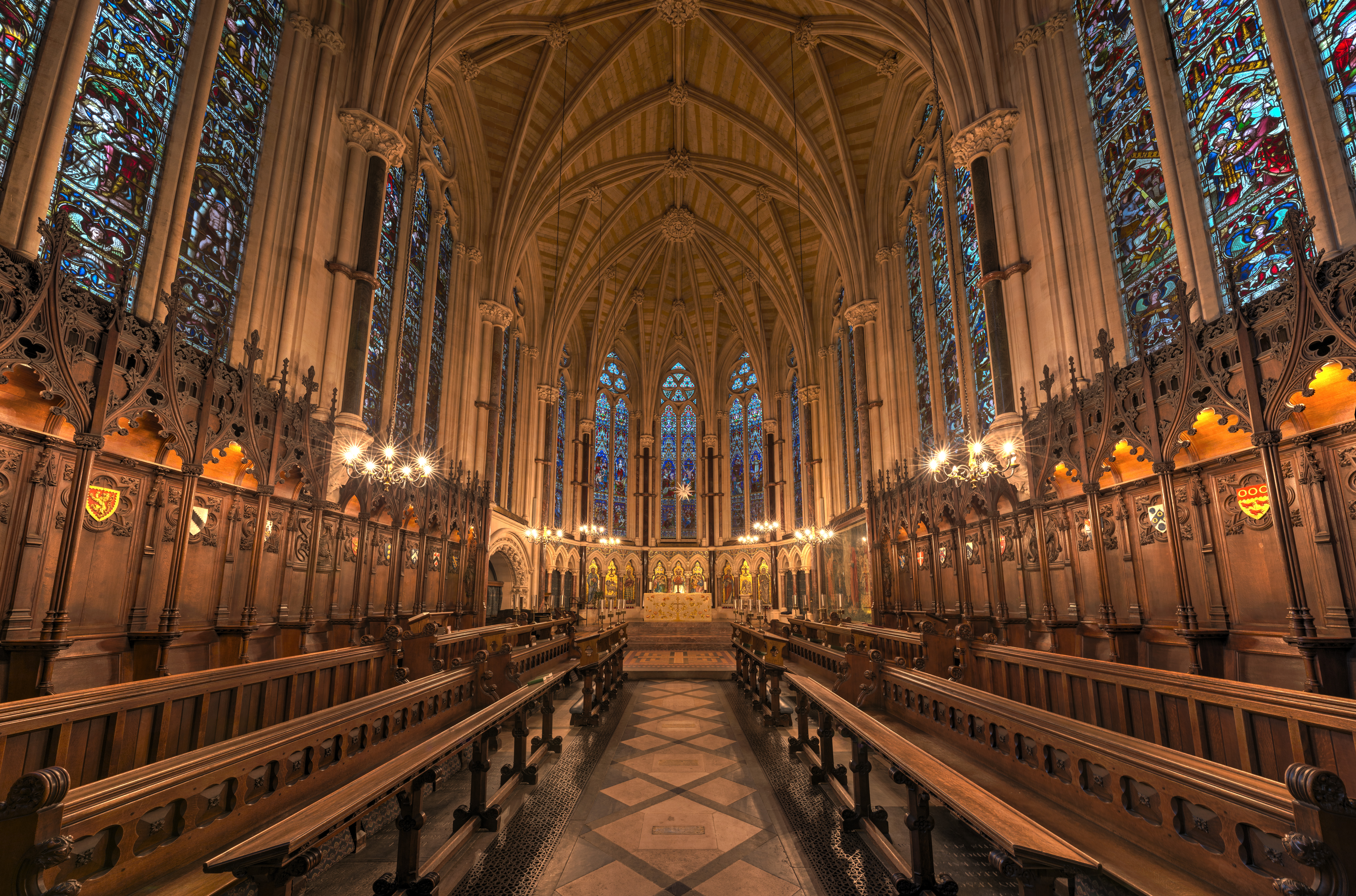
Innenraum der Kapelle des Exeter College

Ältester Teil des Colleges ist der im Mittelalter errichtete Palmer’s Tower, benannt nach einem Rektor des 15. Jahrhunderts.
Im Jahre 1618 wurde der Speisesaal (Dining Hall) errichtet, zusammen mit einer heute nicht mehr existenten Kapelle. Der Rest der um den vorderen Innenhof angeordneten Gebäude wurde von 1672 bis 1710 errichtet.
In baulicher Hinsicht wird das College durch die massive Kapelle dominiert, die im Jahre 1850 an Stelle der alten Kapelle errichtet wurde. Sie wurde im Stil der viktorianischen Gotik nach dem Vorbild der Sainte-Chapelle in Paris errichtet. Die äußerst bunten Fenster stellen biblische Szenen dar. Beeindruckend ist auch das Holzgestühl für die Gottesdienstbesucher. Weiterhin befindet sich als wohl wertvollster Schatz ein Wandteppich des Künstlers William Morris in der Kapelle. Die Orgel ist neueren Datums, entfaltet jedoch in der großen Kapelle einen eindrucksvollen Klang.
Im 20. Jahrhundert wurden umfangreiche Renovierungsarbeiten durchgeführt sowie ein neuer Anbau errichtet, der sich um einen zweiten Innenhof hinter der Kapelle gruppiert.

## Persönlichkeiten
- Tariq Ali (* 1943), Autor, Filmemacher und Historiker
- Roger Alton (* 1947), Journalist
- Anthony Ashley-Cooper (1621–1683), Politiker, 1. Earl of Shaftesbury
- Martin Amis (1949–2023), Schriftsteller
- Roger Bannister (1929–2018), Leichtathlet und Neurologe
- Sydney Brenner (1927–2019), Biologe, Nobelpreisträger
- Edward Burne-Jones (1833–1898), Maler
- Richard Burton (1925–1984), Schauspieler
- Edgar F. Codd (1923–2003), Mathematiker und Datenbanktheoretiker, Turingpreisträger
- William Courtenay (1342–1396), Erzbischof von Canterbury, Lordkanzler, Bischof von Hereford und London
- John Eliot (1592–1632), Politiker
- Geoffrey Fisher (1887–1972), Erzbischof von Canterbury und Primas der Church of England
- John Ford (1586–1639), Dramatiker (Studium am Exeter College nicht gesichert)
- Everard Im Thurn (1852–1932), Gouverneur und Entdecker
- Liaquat Ali Khan (1896–1951), erster Premierminister des unabhängigen Pakistan
- Michael Lesslie (* 1983), Dramatiker und Drehbuchautor
- Charles Lyell (1797–1875), Geologe
- William Morris (1834–1896), Maler, Architekt, Dichter, Kunstgewerbler, Ingenieur und Drucker
- Chris Murphy (* 1973), amerikanischer Politiker, Congressman
- William Onslow (1853–1911), Politiker, 4. Earl of Onslow, Gouverneur von Neuseeland
- Arthur Peacocke (1924–2006), Biochemiker und Theologe
- Philip Pullman (* 1946), Schriftsteller
- Qian Zhongshu (1910–1998), chinesischer Schriftsteller und Gelehrter
- Alex Quaison-Sackey (1924–1992), ghanaischer Politiker und Diplomat
- Will Self (* 1961), Schriftsteller und Journalist
- Imogen Stubbs (* 1961), Schauspielerin
- J. R. R. Tolkien (1892–1973), Schriftsteller und Philologe
- John Walter III (1818–1894), Eigentümer und Verleger der Times
- Nicholas Thomas Wright (* 1948), anglikanischer Bischof von Durham
- Pedro Pablo Kuczynski  (* 1938) peruanischer Politiker und Ökonom.